# 阿維他D戰鬥機
阿維他D戰鬥機是德國阿維他飛機公司(德文:Automobil und Aviatik AG)在奧匈帝國分公司於第一次世界大戰時研製的雙翼戰鬥機，阿維他飛機公司原本是德國公司但在德國寂寂無名，反而在奧匈的分公司卻出名得多。
阿維他D戰鬥機因為其設計師伯格而因此也被稱為「伯格戰鬥機」。

## 基本資料
- 機長：6.86米
- 翼展：8米
- 機高：2.48米
- 空重：610公斤
- 載重：852公斤
- 翼面積：21.8平方米
- 發動機：1俱六汽缸直立型水冷式發動機(馬力=200匹)
- 最快時速：185公里/小時
- 昇限：6150米
- 續航時間：2小時30分鐘
- 武裝：2挺7.92毫米口徑機槍
- 乘員：1人

## 設計
阿維他D戰鬥機是一種設計輕快而有良好機動性的戰鬥機，其最快速度比德國信天翁D戰鬥機快10公里/小時，阿維他D戰鬥機爬升能力良好而且比其他飛機需要起飛的跑道短，其生產工藝也比較簡單，但其武器設計不良，初期採用把一支機槍放在機翼上方並以15度上揚，之後改為在機頭兩支機槍但其射擊同步器經常故障，其機翼強度不足尤其是作蒙皮的帆布經常在飛行時被撕裂，發動機散熱不良而令飛行員把其蓋板拆掉，方向舵操作是用轉輪而操作不便。

## 型號
- 阿維他D-I戰鬥機

初期型
- 阿維他D-II戰鬥機

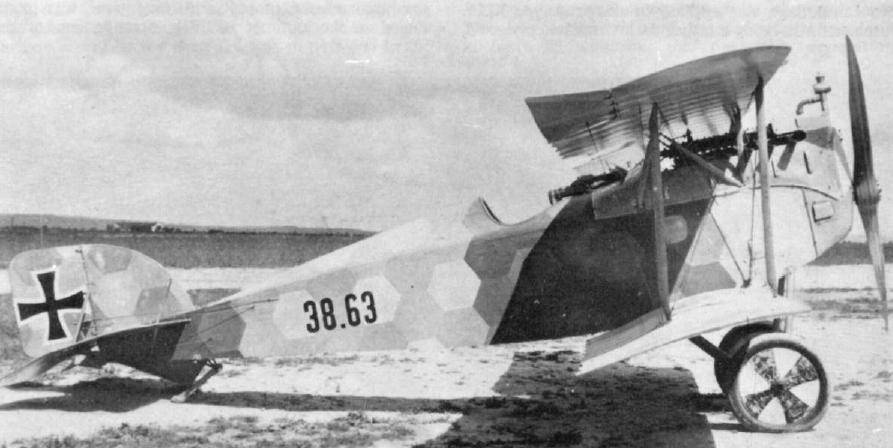
阿維他D-I戰鬥機

強化機翼結構，但當造了13架後戰爭結束而來不及參戰

## 實戰
阿維他D戰鬥機參加意奧在阿爾卑斯山的戰場，參與空戰和偵察，首架阿維他D戰鬥機於1917年5月15日被送到伊松河前線的第1飛行聯隊，5月23日，隊長薩比希迪駕駛阿維他D戰鬥機擊落1架意軍卡普羅尼 Ca.3轟炸機，但由於此機仍在測試階段不作為實戰紀錄，8月20日，薩比希迪駕駛阿維他D戰鬥機擊落一架意軍紐波特11戰鬥機而首開公認的實戰紀錄。
1918年2月22日，第56飛行聯隊的克萊姆擊落了一架英國皇家空軍第45中隊的駱駝式戰鬥機，6月1日，6架阿維他D戰鬥機被10架英軍駱駝式戰鬥機圍攻，一架阿維他D戰鬥機被擊落其餘多架被打傷，6月19日，一架阿維他又擊落一架駱駝式。
除了意奧阿爾卑斯山戰區，阿維他D戰鬥機也被用於東線和巴爾幹半島戰區，阿維他D戰鬥機裝備了奧匈帝國空軍第4、第12、第23、第28、第35、第41、第42和第56飛行聯隊，雖然裝備數目眾多但很多飛行員都不是太喜歡駕駛，他們寧願用鳳凰D戰鬥機或信天翁D戰鬥機參戰，奧匈著名飛行員朱烏斯．阿里基就曾話:「阿維他D戰鬥機脆弱的機身結構令它作猛烈的俯衝等空戰動作時，尾翼或機翼有可能斷開分離」。

## 著名飛行員
- 朱烏斯．阿里基

## 現存機

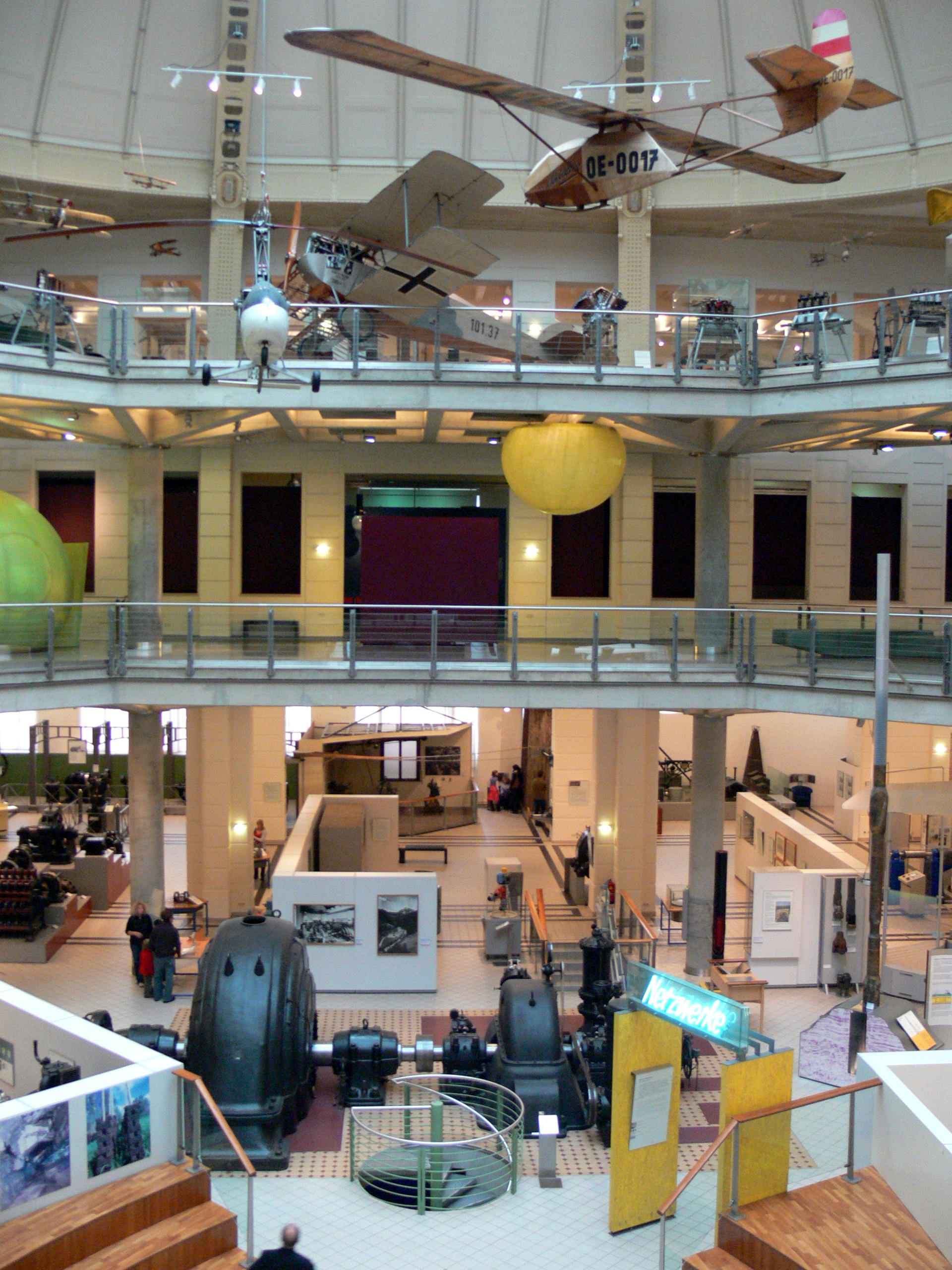
這架被吊在奧地利維也納工業技術博物館天花板的阿維他D-I戰鬥機是現今尚的兩架阿維他D戰鬥機其中之一

現在祇有兩架阿維他D戰鬥機仍存在，一架奧地利維也納工業技術博物館，這是一架被意軍擄獲的阿維他D-I戰鬥機，另一架阿維他D-I戰鬥機在一戰後被改成雙座民用機，然後被買它的主人長期放在一間穀倉裡直至1976年才被一個美國人買下並改回原本的模樣，它現存於美國阿利桑那州張伯林戰鬥機博物館。

## 使用國家
- 奥匈帝国
- 羅馬尼亞
- 南斯拉夫王國
- 匈牙利王國